# نادي غوياس
نادي غوياس الرياضي (بالبرتغالية: Goiás Esporte Clube‏) ، هو نادٍ رياضي برازيلي لكرة القدم، أسس بتاريخ 6 أبريل 1943م.

## انجازاته
حصلت نادي غوياس بطل دوري البرازيلي للدرجة الثانية لقبين عامي 1999 و2012، كما حصل غوياس على الوصافة لكأس البرازيل عام 1990م.

## وصلات خارجية
- Goiás Official Web Site
- Goiás Selection of Young Players